# Parco del Cavaticcio
Il parco del Cavaticcio o giardini del Cavaticcio è un'area verde situato nella zona centrale di Bologna in via Azzo Gardino, nelle vicinanze del MAMbo; ha un'estensione di poche centinaia di metri quadrati. 
Il progetto iniziale risale al 1998 e ha richiesto un investimento totale di circa 3,5 milioni di euro.
L'area sorge al di sotto dell'antico porto di Bologna; infatti il nome Cavaticcio era originariamente attribuito al canale che sboccava nel porto dove nel 1200 circa alimentava i mulini e le botteghe della zona.
Viene generalmente utilizzata come sede di concerti o festival.
L'inaugurazione del parco è avvenuta nel 2011
Il giardino ospita diversi monumenti, tra cui: 
- Salara, antico magazzino del sale, oggi sede del Cassero LGBT Center
- Scudo con fontana di Mimmo Paladino
- statua raffigurante Freak Antoni seduto su un water legato a un razzo diretto in cielo, opera di Daniele Rossi e Corrado Marchese
- Totem di Arnaldo Pomodoro[5]
- La ruota di Giuseppe Maraniello
- Stella di Bologna di Gilberto Zorio
- Another Notion of Possibility di Maurizio Nannucci
- Five holes from a Removed Sign di Adam Chodzko.